# Streptocaulon corymbosum
Streptocaulon corymbosum là một loài thực vật có hoa trong họ La bố ma. Loài này được Adolph Daniel Edward Elmer miêu tả khoa học đầu tiên năm 1908 dưới danh pháp Anodendron corymbosum. Năm 1938, Adolph Daniel Edward Elmer lại mô tả loài Streptocaulon corymbosum. Mặc dù tình trạng hiện tại của Anodendron corymbosum là chưa dung giải, nhưng một số các dữ liệu cho thấy nó chính là đồng nghĩa của Streptocaulon corymbosum.